# اسمه السعادة
اسمه السعادة (بالتركية: Adı Mutluluk)‏ هو مسلسل تركي كوميدي رومانسي عرض في 23 يونيو إلى 23 أكتوبر 2015، وهو من بطولة أزجي أيوب أوغلو وكان يلدرم وديلارا أكسوييك وأصلي بكرأوغلو.

## القصة
قصة المسلسل تحكي عن شاب يلتقي مع فتاة بالصدفة في البحر وثم يقبل الشاب والفتاة في نفس الكلية، وتبحث الفتاة عن أمها التي تركتها، فيما يتورط الشاب بمشاكل مع المافيات، وتدور بينهما أحداث كوميدية ورومانسية بينهما في الجامعة ومع أصدقائهم هناك.

## موعد العرض
| الموسم | الموسم | الحلقات | الحلقات | البث الأصلي   | البث الأصلي    |
| الموسم | الموسم | الحلقات | الحلقات | البث الأول    | البث الأخير    |
| ------ | ------ | ------- | ------- | ------------- | -------------- |
|        | 1      | 17      | 17      | 23 يونيو 2015 | 13 أكتوبر 2015 |

## روابط خارجية
- اسمه السعادة على موقع IMDb (الإنجليزية)
- اسمه السعادة على موقع كينوبويسك (الروسية)
- اسمه السعادة على موقع قاعدة بيانات الفيلم (الإنجليزية)